# NGC 2634A
NGC 2634A is een balkspiraalstelsel in het sterrenbeeld Giraffe. Het hemelobject werd op 11 augustus 1882 ontdekt door de Duitse astronoom Ernst Wilhelm Leberecht Tempel.

## Synoniemen
- UGC 4585
- MCG 12-9-16
- ZWG 331.68
- ZWG 332.15
- IRAS 08433+7406
- PGC 24760